# My Winter Storm
My Winter Storm (буквално: Моята зимна буря) е името на втория самостоятелен албум на финландската певица Таря Турунен. Албумът е издаден от Universal Music на 19 ноември 2007.
По повод издаването на албума певицата изнася 10 малки концерта в няколко европейски държави, а през 2008 организира по-мащабно турне. Още преди официалното издаване на албума две от песните, включени в него – „Ciarán’s Well“ и „The Reign“, са пуснати официално на сайт, посветен на алума, за свободно свлаляне в mp3 формат.

## Песни
1. My Winter Storm
2. I Walk Alone
3. Oasis
4. Lost Northern Star
5. The Seer
6. Damned And Divine
7. Sing For Me
8. Calling Grace
9. Boy and the Ghost
10. Minor Heaven
11. The Reign
12. Ciarán’s Well
13. Poison (Alice Cooper Cover)

## Музиканти
- Бас китара: Дъг Уимбиш
- Китара: Алекс Шолп
- Барабани: Ърл Харвин
- Клавирни: Торстен Стенцел
- Чело: Мартин Тилман
- Цигулка: Лили Хейдин
- Допълнителни електронни ефекти: Тони Турунен